# François Gall (peintre)
Pour les articles homonymes, voir François Gall et Gall.
François Gall, patronyme francisé de Gáll Ferenc, né le 22 mars 1912 à Cluj-Napoca (Royaume de Hongrie, actuelle Roumanie) et mort le 9 décembre 1987 à Paris, est un peintre français d'origine hongroise.

## Biographie
Après avoir eu Aurel Popp pour premier maître, il poursuit sa formation artistique à Rome à l'Accademia di San Luca dans l'atelier d'Umberto Coromaldi (en), puis entre au Collegium Hungaricum et voyage en Europe grâce à une bourse d'études artistiques.
La première exposition de ses œuvres est organisée par sa ville natale en 1932, la deuxième à la Galerie nationale d'art moderne et contemporain de Rome, où il présente ses nombreux sujets sociaux.
Arrivé à Paris en 1936, il s'inscrit à l'École des beaux-arts dans les ateliers de Charles Guérin et d'André Devambez. Il rencontre d'autres artistes comme Christian Bérard, Othon Friesz, André Derain et Pablo Picasso, se lie d'amitié avec les pêcheurs des quais de Seine, les bouquinistes qui l'aident à apprendre le français à travers les versifications de Victor Hugo, la famille Gavillon avec laquelle il échange pains et gâteaux contre des tableaux. Heureux dans ce pays de liberté tant rêvé, il arpente Paris de Montmartre à Montparnasse, en passant par les quais et les grands boulevards, à la recherche de nouveaux sujets. C'est l'animation de cette vie parisienne qu'il va présenter avec succès à l'été 1937 à la galerie Szalmasy de Budapest.
De retour à Paris en 1938, François Gall reçoit une mention honorable pour sa toile Les Réfugiés espagnols, acquise par l'État Français. Il obtient une médaille d'argent au Salon d'Asnières de 1939.
Au début de l'année 1939, il est rappelé à Kolosvàr auprès de son père mourant, mais il ne peut retourner en France, la déclaration de la Seconde Guerre mondiale étant imminente. Libéré par les Alliés à Wels en Autriche, où il est alors administrateur médical, puis aide soignant, il est enfin  rapatrié à Paris, retrouvant sa mansarde du no 16 rue Dauphine. Il reprend ses activités artistiques, rencontre sur les quais du Pont Neuf sa future épouse, une jeune quercynoise, Eugénie Chassaing, qui lui donnera trois enfants, trois futurs modèles : Marie-Lize (née en 1947), Jean-François (né en 1948) et Élizabeth-Anne (1956-1980).
En 1947, année de la crise du pain, sa toile Du pain pour le peuple, exposée au Salon des artistes français, reçoit la médaille d'or. Commentée par Pierre Bourdan, ministre de la Jeunesse, des Arts et des Lettres, elle est reproduite à la une de tous les quotidiens et revues d'art[réf. nécessaire]. Cette année-là est également marquée par sa participation à une importante exposition collective à la galerie Debussy à Paris, en compagnie de Fernand Léger, André Lhote et Jean Lurçat, présentée par Jean Cassou.
C'est à la galerie Barreiro que François Gall se lie d'amitié avec le peintre Moïse Kisling qui souhaite réaliser le portrait de son épouse, mais celle-ci ne posera que pour son époux, lequel connaît désormais une renommée croissante en Suisse, en Angleterre et en Scandinavie.
En 1946, il rejoint son ami G.de Marco au groupe de l'Art libre. Il reçoit la médaille d'argent au Salon des artistes français pour sa toile L'Exode? Celle du Pont Saint-Michel en automne figurant à sa première exposition personnelle parisienne à la galerie Alexandre, et celle de Honfleur à la galerie Saint-Philippe du Roule sont acquises par l'État français. Il est naturalisé français cette même année 1949, et obtient une exposition personnelle à la galerie Durand-Ruel, où l'une de ses toiles, Le Port d'Honfleur est acquise par l'État. 
La Marlborough Fine Art Gallery de Londres rassemble une trentaine de ses œuvres qui remportent un grand succès. Il est félicité par le peintre André Dunoyer de Segonzac. La même galerie présentera ses Paysages de France en 1951.
Dès le début des années 1950, expositions et voyages se multiplient à travers la France et le monde, notamment en Belgique, aux États-Unis où l'artiste est également pressenti pour jouer le rôle d'Édouard Manet au cinéma, mais sa participation à d'autres expositions l'en empêche : La semaine française en Suède, où il se lie d'amitié avec Maurice Chevalier dont il réalise croquis et portraits, le Mexique, et Israël.
Puis les ports et les plages l'attirent, il s'y rend durant les vacances scolaires avec sa famille qu'il fait poser, avant de retrouver la maison de ses beaux-parents à Martel et le paysage des Causses alentour.
En 1954, la famille Gall fait l'acquisition de la maison avec atelier auprès de la veuve du peintre Jules-Émile Zingg, au no 8 villa Brune, dans le 14e arrondissement de Paris.
En 1961, voulant remplacer un ouvrier âgé sur l'échelle alors qu'il accrochait des toiles durant l'organisation du Salon des indépendants, François Gall est victime d'une chute de plusieurs mètres au Grand Palais et reste paralysé dans une coquille de plâtre durant plus d'une année.
Participant chaque année à Paris au Salon des peintres témoins de leur temps, le prix Francis Smith lui est décerné en 1963, au musée Galliéra, ce qui lui permet d'effectuer un voyage d'études au Portugal. Il en revient émerveillé et riche d'une quantité de toiles lumineuses et colorées, exposées à la Casa du Portugal à Paris.
Artiste de plus en plus reconnu, François Gall devient lauréat de l'Institut de France et ses œuvres font l'objet d'expositions, dès la fin des années 1960, tant en France qu'à l'étranger. Elles le conduisent en Italie, à Rome, Florence, Venise, en Allemagne, en Suisse où il expose en permanence à Berne, Neuchâtel et Bevaix, puis en Corse, Autriche, Espagne, Russie, Canada à la Dominion Gallery de Max Stern, lequel découvre les premiers faux tableaux de l'artiste en provenance des pays de l'Est, notamment la Roumanie.
Portraitiste reconnu, il travaille, entre autres portraits, à ceux d'Édith Piaf, de Marielle Goitschel, de France Gall, ou de Roland Dorgelès (exposé au Salon des indépendants et acquis par l'État français). Au fil des ans, il en  était devenu l'ami et le lecteur assidu.
Officier de l'ordre des Arts et des Lettres, membre de diverses commissions, notamment celle des artistes au ministère de la Culture, et administrateur de l'ADAGP, il se dépense sans compter pour la cause des artistes en diverses activités associatives.
Les œuvres de François Gall sont exposées à Paris chez Durand Ruel, Bernheim-Jeune, André Weil, la fondation René Duckermann, Wally Findlay, en province à Deauville, Trouville, au Grenier à Sel de Honfleur, La Rochelle, Bordeaux, Arcachon, Nice, Cannes etc. Elles sont également conservées dans des ambassades[Lesquelles ?], des ministères[Lesquels ?] et des musées[Lesquels ?] des grandes capitales.
Élu vice-président de la Société des artistes indépendants en 1977, il devient président du Syndicat national des artistes peintres et sculpteurs professionnels en 1987, année de sa mort.
L'artiste a peint presque tous les sujets, passant de la palette sombre des sujets sociaux, des crucifixions et de la guerre, à la palette lumineuse des ponts de paris par tous les temps, peu connus sous la neige, paysages, scènes de marchés, ports et plages, maternités, femme nue ou à la toilette, en famille, à la coiffeuse, femmes au café, danseuses, quais de Seine, rues, boulevards, scènes de courses, bouquets champêtres aux compotiers. Rares y sont les animaux,toujours intégrés à un paysage, comme une note de musique : le cheval blanc et sa carriole, le chien de la famille Rigo, les vaches près de Honfleur, le chat assis près du bouquet de fleur.
Parmi les nombreuses critiques d'art consacrées aux œuvres de François Gall, figurent notamment le commentaire de Maximilien Gauthier dans Les Nouvelles Littéraires du 29 mars 1962 : « Ses jardins du Luxembourg, ses terrasses de café, ses bals du 14 juillet résonnent, tout vivant, le charme de Paris », celui d'André Weber dans L'Amateur d'Art du 10 avril 1964 : , celui de Daniel Israel-Mayer dans Arts en août 1963 : « Parmi ce que l'on est convenu d'appeler les “Peintres Témoins de leur Temps”, François Gall est particulièrement séduisant par la délicatesse distinguée de ses peintures. »

## Collections publiques
- Saint-Honoré-les-Bains, musée de la Résistance : Les Otages, 1945, huile sur toile.